# Политически терор в Социалистическа република Македония
Политическият терор в Социалистическа република Македония през периода 1944 – 1991 г. включва репресии срещу изявени българи и дейци на ВМРО, срещу борци за Независима или Обединена Македония, македонски националисти и антикомунисти.
По нареждане на югославското ръководство през есента на 1944 и зимата на 1945 година са ликвидирани около 1200 българи, списъците за които са одобрени от Лазар Колишевски. Български източници допускат общо над 23 000 жертви на тоталитарния режим. Хиляди други напускат Югославия вследствие на репресиите. Над 130 000 българи са изселени, изгонени и преследвани, изпращани с концлагерите на Титова Югославия.

## Хронология
- На 26 декември 1944 г. по нареждане на Светозар Вукманович-Темпо са убити 72 български офицери, желаещи да освободят Солун, а не да се бият на Сремския фронт.
- След Скопския войнишки бунт 1000 войници са затворени в Скопското кале, измъчвани са и са оставени да умрат от студ и глад.
- Кървавата Коледа, при която за няколко дни са избити десетки видни граждани във Вардарска Македония: в Скопие - 63 души, във Велес - 54, в Куманово - 48, в Битоля - 36, в Щип - 77, при с. Владимирово, Беровско – 330 души.
- Убийствата и гоненията на ръководители на комунистическото движение и общественици, несъгласни с крайната югославска политика като Васил Иванов, Коста Тренчев, Коста Терзиев, Методи Андонов - Ченто, Димитър Гюзелов, Спиро Китинчев, Димитър Чкатров, Венко Марковски, Павел Шатев, Панко Брашнаров и други.
- Политическите процеси срещу организации като Демократическия фронт на Македония „Илинден 1903“ и около стоте на брой ученически тайни организации, най-известни сред които са на Методи Калкашлиев от Струмица, Наум Койзаклиев от Щип и Крум Чушков от Велес
- През януари 1949 г. в лагера Добой, Босна са убити около 600 души членове на ВМРО.
- На 13 август 1951 г. служители на УДБА застрелват 5 млади студенти, известни като Струмишката петорка.
- Между 1948 и 1956 г. хиляди души са затворени и репресирани заради политическите им убеждения, сред които и Методи Андонов-Ченто.
- Според проф. Димитър Гоцев между 1945 и 1990 г. над 4000 българи, главно членове на ВМРО, са избити в политическия концлагер Идризово.